# Battaglia di Sangan
La battaglia di Sangan fu uno scontro combattuto tra le forze persiane dell'Impero safavide capeggiate da Nadir per conto dello scià Tahmasp II e gli invasori dell'Afghanistan capeggiati dalla dinastia degli Hotaki.
Anche se la battaglia si concluse con la vittoria dei safavidi, a livello strategico la Persia guadagnò ben poco in quanto ad acquisizioni territoriali.

## Antefatto
Avendo sottomesso gran parte del Khorasan, Nadir intendeva ora spingersi più a sud per assicurarsi anche Sangan Khaf e Behdadin. Queste due città vennero sconfitte in breve tempo, ad ogni modo il loro appello di aiuto raggiunse le forze abdali a sud ed in 20 000 risposero alla chiamata alle armi. Gli abdalidi a Sangan Khaf si rivoltarono ai persiani ed attesero i rinforzi ma vennero rapidamente sconfitti dalla cavalleria di Nadir  che giunse entrando da una delle porte della città, che venne quindi saccheggiata.

## La battaglia
L'arrivo degli abdalidi giunse troppo in ritardo ma le loro forze erano determinate a dar battaglia. Il peso delle forze di Nadir era di 2000 moschettieri al diretto comando dello scià Tahmasp. La situazione, inizialmente svantaggiosa per i persiani, parteggiò poco dopo per l'armata di Nadir quando egli riuscì a recuperare altri 1000 uomini della sua riserva. Anche se gli afghani offrirono una strenua resistenza all'armata persiana, alla fine dovettero ritirarsi il giorno successivo allo scontro.

## Conseguenze
La spedizione in sé stessa non portò a conseguimenti strategici di rilievo per i persiani e Nadir si ritirò nell'alto Khorasan per riconsolidare l'offensiva contro Herat.